# دانشگاه خاتم
دانشگاه خاتم دانشگاهی غیردولتی، غیرانتفاعی در تهران است.

## تاریخچه
ایدهٔ تأسیس دانشگاه غیرانتفاعی با هدف پاسخ‌گویی به بخشی از نیازهای علمی جامعه و رفع آن‌ها، در جهت تحقق اهداف آموزش عالی کشور، با کمک جمعی از تحصیلکردگان و استادان حوزه و دانشگاه که تجربه‌ای در تدریس و مدیریت دانشگاه داشتند، در سال‌های آغازین انقلاب اسلامی شکل گرفت. پس از اخذ مجوزهای لازم از شورای عالی انقلاب فرهنگی در سال ۱۳۷۴ و نیز کسب موافقت وزارت علوم، تحقیقات و فناوری، اقدامات اجرایی آغاز شد و سرانجام پس از فراهم آوردن زیرساخت‌های لازم، مؤسسه آموزش عالی خاتم در تاریخ ۱۳۷۵/۱۱/۲۰ با شماره ۹۳۳۴ در تهران به ثبت رسید. این مؤسسه آموزشی فعالیت آموزشی خود را به صورت رسمی از ۲۰ بهمن ماه ۱۳۷۵ و با پذیرش دانشجو در۴ مقطع کارشناسی‌ارشد آغاز کرد. از سال ۱۳۹۱ با تغییر مدیریت، فصل جدیدی در توسعهٔ دانشگاه خاتم، آغاز شد. بر اساس طرح سطح‌بندی موسسه‌های غیردولتی که در سال ۱۳۹۴ از سوی وزارت علوم، تحقیقات و فناوری انجام پذیرفت؛ دانشگاه خاتم با بهره از هیئت علمی، فضاهای آموزشی و آزمایشگاه‌هایش، موفق به احراز رتبهٔ نخست در میان ۲۶۹ مؤسسه آموزشی غیردولتی کشور شد. در همین سال، با موافقت اصولی شورای گسترش آموزش عالی «مؤسسهٔ آموزش عالی خاتم» به «دانشگاه خاتم» تغییر کرد و در ابتدای سال ۱۳۹۵، دانشگاه خاتم به عنوان برترین دانشگاه غیردولتی کشور، مجوز قطعی عنوان «دانشگاه» از وزارت علوم را کسب کرد.
آغاز فعالیت دانشگاه با پذیرش دانشجو در مقطع کارشناسی‌ارشد رشتهٔ زیست‌شناسی (گرایش علوم سلولی و مولکولی) بود اما به تدریج رشته‌های زبان (گرایش آموزش زبان انگلیسی)، صنایع (گرایش مدیریت سیستم و بهره‌وری) و مشاوره و راهنمایی نیز به رشته‌های آموزشی دانشگاه خاتم افزوده شد و با رویکرد جدید و تمهیدات در نظر گرفته شده، ضمن دریافت مجوزهای جدید، زمینهٔ لازم برای تأسیس ۳ دانشکدهٔ فنی و مهندسی، مدیریت، علوم مالی و علوم انسانی فراهم آمد.
در سال‌های اخیر و در راستای حرکت توسعهٔ پایدار، دانشگاه با اخذ مجوز رسمی از وزارت علوم، تحقیقات و فناوری رشته‌های دیگری نیز در سطح کارشناسی و کارشناسی ارشد به رشته‌های موجود افزوده است.
همچنین در سال تحصیلی ۱۳۹۵، با اخذ مجوز برای پذیرش دانشجو در مقطع دکتری فلسفه، نخستین دانشجویان دکتری در دانشگاه خاتم مشغول به تحصیل شدند. دانشگاه خاتم برنامه دارد بزودی میزبانی برای دانشجویان دکتری در سایر رشته‌ها باشد.
دانشگاه خاتم هم‌اکنون با بهره‌مندی از حضور ۹۵ استاد عضو هیئت علمی، میزبان بیش از ۲۰۰۰ دانشجو در مقاطع کارشناسی، کارشناسی‌ارشد و دکتری است که در رشته‌های زیرمجموعهٔ دانشکده‌های «فنی-مهندسی»، «علوم انسانی»، «علوم مالی»، «هنر و معماری» و «فناوری‌های همگرا» در حال تحصیل آخرین دستاوردهای دانش هستند.
دانشگاه خاتم با بهره‌مندی از امکانات و تجهیزات آموزشی، حفظ و ارتقای استانداردهای آموزشی به ویژه در ایجاد و نگاهداشت گروه‌های مجرب استادان و رعایت مقررات، موفق به ارائه دانشنامهٔ تحصیلات تکمیلی به ۱۲۰۰ دانشجو شده است. همچنین بیش از ۱۱۰ سمینار و مقاله در مجله‌های معتبر داخلی و بین‌المللی، ارائه شده است.

## دانشکده ها[۱]
- - دانشکده فنی و مهندسی
  - گروه مهندسی برق
    - مهندسی برق- کنترل
    - مهندسی برق- سیستم‌های قدرت
    - مهندسی برق- مخابرات سیستم

  - گروه مهندسی صنایع
    - مهندسی مالی (سیستم‌های مالی)
    - سیستم بهره‌وری
    - زنجیره تأمین و لجستیک
    - مهندسی سیستم‌های اقتصادی اجتماعی

  - گروه مهندسی کامپیوتر
    - مهندسی نرم‌افزار
    - معماری کامپیوتر
    - هوش مصنوعی و رباتیکز
    - مهندسی فن آوری اطلاعات

دانشکده مدیریت و علوم مالی
- - گروه حسابداری
    - حسابداری مدیریت
    - حسابداری
    - حسابرسی

  - گروه مدیریت
    - مدیریت بیمه
    - گرایش استراتژیک مدیریت اجرایی
    - مدیریت بازرگانی گرایش بازاریابی
    - مدیریت صنعتی تحقیق در عملیات

  - گروه مالی
    - مالی بانکداری
    - مدیریت ریسک
- دانشکده علوم انسانی
  - گروه زبان
    - آموزش زبان انگلیسی
    - مترجمی زبان انگلیسی
    - ادبیات زبان انگلیسی

  - گروه روان‌شناسی و علوم تربیتی و هنر
    - مشاوره و راهنمایی
    - روان‌شناسی بالینی
    - پژوهش هنر

  - گروه علوم اقتصادی
    - علوم اقتصادی
    - توسعه اقتصادی و برنامه‌ریزی
    - تجارت الکترونیک

  - گروه حقوق
    - حقوق اقتصادی

## اعضای هیئت امنا
- سید مصطفی محقق داماد (رئیس)[۲]
- عباس انواری
- سعید سهراب پور
- سید محمدشهرتاش
- علی اکبرصالحی
- مجید قاسمی
- حجه الاسلام والمسلمین مصطفی مرسلی
- عباس مصلی نژاد[۳]